# Саммер Макінтош
Саммер Макінтош (англ. Summer McIntosh, 18 серпня 2006) — канадська плавчиня.
Учасниця Олімпійських Ігор 2020 року, де в півфіналі на дистанції 200 метрів вільним стилем посіла 9-те місце і не потрапила до фіналу, у фіналі на дистанції 400 метрів вільним стилем посіла у 4-те місце, а на дистанції 800 метрів вільним стилем посіла 11-те місце і не потрапила до фіналу. В естафеті 4x200 метрів вільним стилем її збірна посіла 4-те місце.